# 丽阳窑址

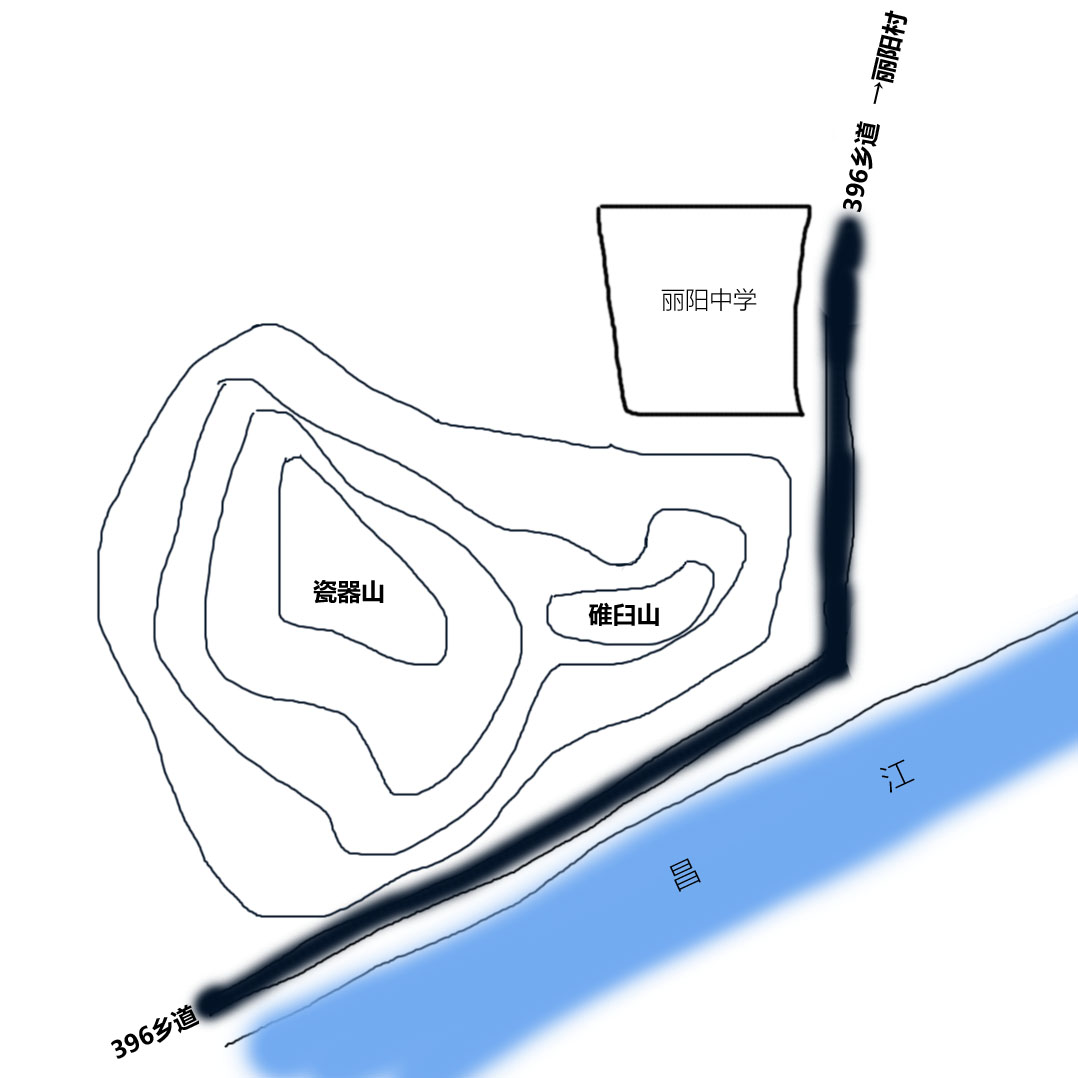
丽阳窑址示意图

丽阳窑址位于中国江西省景德镇市昌江区丽阳镇丽阳村丽阳中学西南侧，2013年被列为第七批全国重点文物保护单位。2017年1月，丽阳古窑遗址作为景德镇御窑厂遗产构成要素之一，被列入中国世界文化遗产预备名单。
丽阳窑址地处昌江北岸的低矮丘陵碓臼山南侧和瓷器山西坡。碓臼山和瓷器山相连，东为碓臼山，西为瓷器山。2005年7月, 故宫博物院、江西省文物考古研究所和景德镇市陶瓷考古研究所联合组成考古队对该窑址进行了正式发掘。碓臼山南坡发掘面积189平方米，揭露出元代窑炉遗迹一座，出土了大量青瓷器。龙窑是本次发掘揭露出的主要遗迹，整体轮廓保存较好。平面呈长椭圆形，斜长24.2米，其中窑床斜长22.2米。该窑窑炉形制比较特殊，长度较一般的龙窑短，火膛较深大，窑炉左右两壁外弧，窑壁近火膛处微内缩，尾部砌成圆弧形且没有龙窑常见的排烟孔等设施，具有明代典型葫芦形窑的主要特征，是由龙窑向葫芦形窑过渡的雏形，这在陶瓷窑炉发展史上具有重要的学术价值。瓷器山西坡发掘面积610平方米，发现明代前期葫芦形窑炉一座，出土了大量同时期的瓷器。该窑炉的发现不仅可以填补在景德镇御窑厂窑址发现的明初（洪武、永乐）葫芦形窑和在湖田窑址发现的明代中期（弘治）葫芦形窑之间的空白，完善葫芦形窑炉的演变序列，而且印证了《天工开物》对葫芦形窑炉形制的记载。根据该窑址所出土的瓷器纹样、青花瓶造型和装饰风格，再结合对窑炉形制演变序列的排比, 可以认为该窑址为明代宣德至天顺时期。